# Liberdade (álbum de Oruam)
Liberdade é o primeiro álbum de estúdio do cantor brasileiro Oruam, lançado em 20 de fevereiro de 2025.

## Contexto e concepção do álbum
Em 27 de janeiro de 2025, o deputado Kim Kataguiri anunciou a propositura de um projeto de lei para proibir financiamento público a shows de artistas que fizessem apologia ao crime organizado. O projeto ficou popularmente conhecido como "lei anti-Oruam".
Em 20 de fevereiro de 2025, Oruam foi preso na orla da Barra da Tijuca, na Zona Oeste do Rio de Janeiro durante uma blitz, após realizar um cavalo-de-pau em frente a um carro da Polícia Militar, sendo encaminhado a 16ª Delegacia de Polícia Civil no bairro. Ele foi autuado em flagrante por direção perigosa e liberado na noite do mesmo dia após pagar uma fiança de 60 mil reais. No dia seguinte à prisão, surgiram especulações de que o cantor teria forçado a situação como uma estratégia de marketing. O jornal O Globo reportou que amigos do artista teriam gravado a ação de forma discreta, e que as imagens poderiam ser incluídas em um videoclipe de músicas inéditas. A controvérsia intensificou-se após o cantor anunciar o lançamento de um novo álbum: Liberdade, poucas horas após ser detido, no dia 20.
A capa do álbum é composta por uma fotografia em preto e branco de Oruam e oito familiares, todos vestindo camisetas com o rosto do traficante Marcinho VP e a palavra "liberdade". A contracapa inclui Oruam e uma criança, ambos vestindo camisetas idênticas às da capa.

## Faixas
| N.º            | Título                                                | Produtor(es)                         | Duração |  |
| 1.             | "22 Meu Vulgo"                                        | Gigant Nobuddy                       | 3:39    |  |
| 2.             | "Madrugada é Solidão" (part. MC Poze do Rodo)         | Portugal no Beat Galdino             | 4:10    |  |
| 3.             | "Avançando Muito"                                     | Elow beira.wav                       | 4:11    |  |
| 4.             | "Lei Anti O.R.U.A.M"                                  | Victor WAO Maurin                    | 2:38    |  |
| 5.             | "Audi Blue" (part. Vinicin)                           | Palma                                | 3:01    |  |
| 6.             | "Vazio" (part. Orochi)                                | Kizzy                                | 2:17    |  |
| 7.             | "Não Mente Pra Mentiroso" (part. MC Cabelinho)        | Kizzy                                | 3:36    |  |
| 8.             | "Desce do Salto" (part. Didì)                         | DJ Murillo e LT no Beat Duani        | 2:37    |  |
| 9.             | "Saudade dos Manin"                                   | Heron                                | 2:26    |  |
| 10.            | "Complexo do Lins" (part. MC Safira)                  | Palma Mello                          | 2:21    |  |
| 11.            | "Mente de Um Astro"                                   | Elow Masterpenobeat                  | 3:15    |  |
| 12.            | "Ela Quer Dar" (part. Borges, Leviano, Chefin)        | Kizzy                                | 4:18    |  |
| 13.            | "AK de Bipé" (part. Chefin, MC Ryan SP, MC Cabelinho) | Ajaxx                                | 3:45    |  |
| 14.            | "Jogador Caro"                                        | Portugal no Beat Pedro Lotto Fepache | 2:49    |  |
| 15.            | "Eu Não Tenho Casa"                                   | Gigant KENNEDYBEATZ                  | 2:30    |  |
| Duração total: | Duração total:                                        | Duração total:                       | 47:39   |  |

## Recepção
| Críticas profissionais | Críticas profissionais |
| Avaliações da crítica  | Avaliações da crítica  |
| Fonte                  | Avaliação              |
| ---------------------- | ---------------------- |
| G1                     | [ 7 ]                  |
| Folha de S.Paulo       | [ 8 ]                  |

Após a detenção por direção perigosa, Oruam se estabeleceu como o músico mais ouvido do Brasil nas plataformas de streaming, com mais de 7 milhões de plays em quatro dias. Após 3 dias de lançamento, os clipes de "22 Meu Vulgo", "Lei Anti O.R.U.A.M." e "Madrugada é Solidão" eram os mais vistos do YouTube em sua categoria. O jornalista Jairo Malta deu nota 3 de um total de 5 ao álbum, declarando que seus números nas plataformas de streaming, a prisão horas antes do lançamento do álbum e os pedidos de liberdade ao pai dão a Oruam uma narrativa hollywoodiana para manter-se em evidência.
Para o G1, Mauro Ferreira referiu-se a Liberdade como o manifesto de um artista que expõe a ótica de quem foi criado na favela, sendo suas testemunhos de um rapper que nega ser bandido enquanto cultua a imagem do pai, Marcinho VP, como um herói.